# Remotorizace
Remotorizace je náhrada původního spalovacího motoru hnacího vozidla motorem jiným, obvykle nově vyrobeným a modernějším. Často bývá remotorizace součástí rozsáhlejší modernizace lokomotivy, která zahrnuje výměnu i jiných celků lokomotivy, než jen motoru.

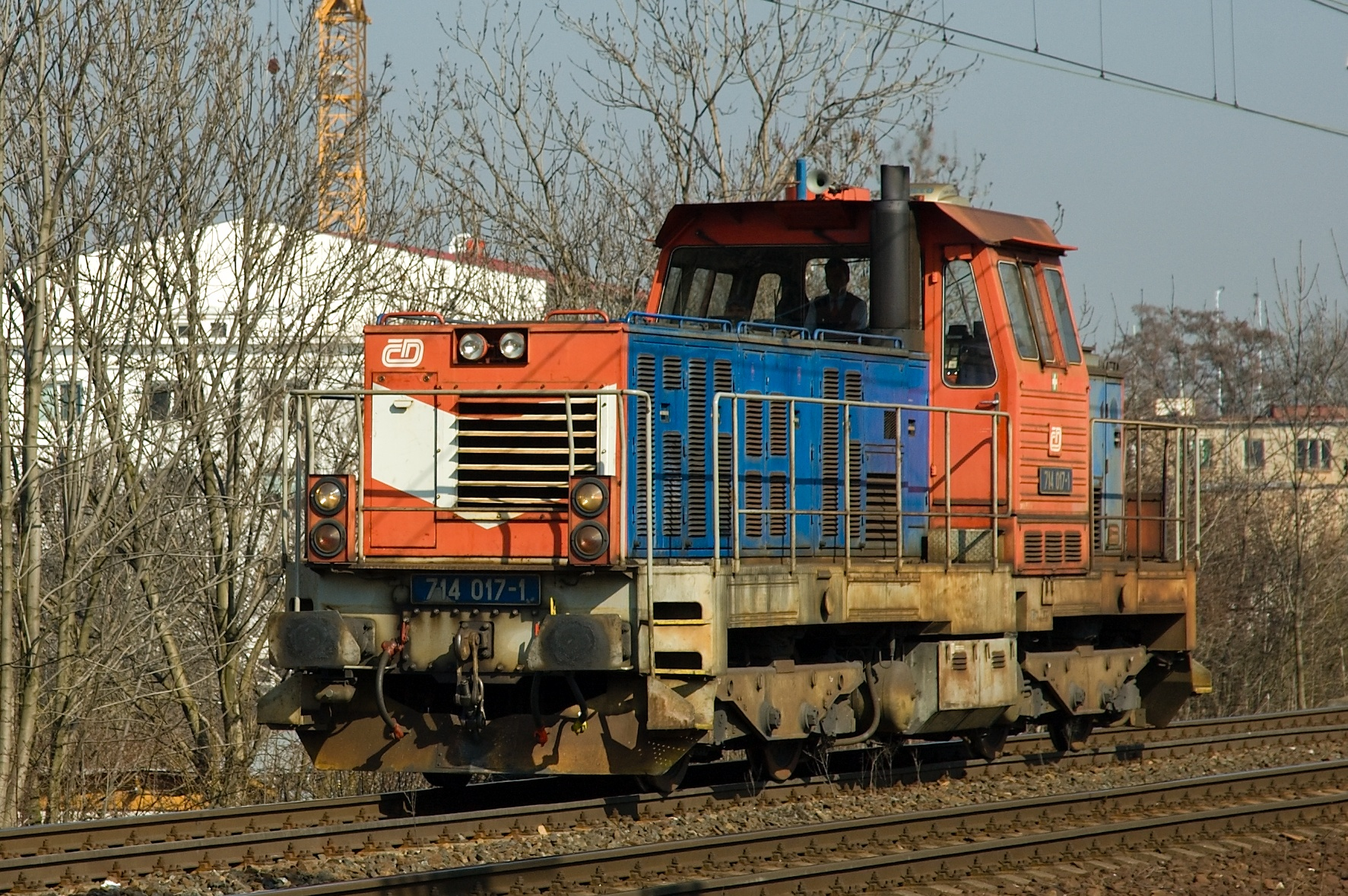
Lokomotiva řady 714 Českých drah vznikla remotorizací z řady 735

## Důvody pro remotorizaci
Důvodem pro remotorizaci bývá zpravidla nesoulad mezi technickým a morálním zastaráváním motoru a ostatních částí lokomotivy. Robustní konstrukce rámu, pojezdu, případně i dalších částí vozidla umožňuje provozování vozidla i podstatně delší dobu než je 25 let, což bývá běžně udávaná hodnota životnosti železničních vozidel. Naopak motor „stárne“ rychleji nejen technicky, ale i morálně.
Motivací pro výměnu motoru bývá také potřeba snižování spotřeby paliv a maziv. Toho lze docílit nejen použitím modernějšího motoru s vyšší účinností, ale také použitím méně výkonného motoru (v případě, že pro dané použití hnacího vozidla postačuje motor o menším výkonu).
Opačně však může být použit výkonnější motor pro zvýšení výkonu vozidla. Použití výkonnějšího motoru však může narážet na technické možnosti jiných celků hnacího vozidla (např. trakčních motorů).

## Remotorizace v Česku

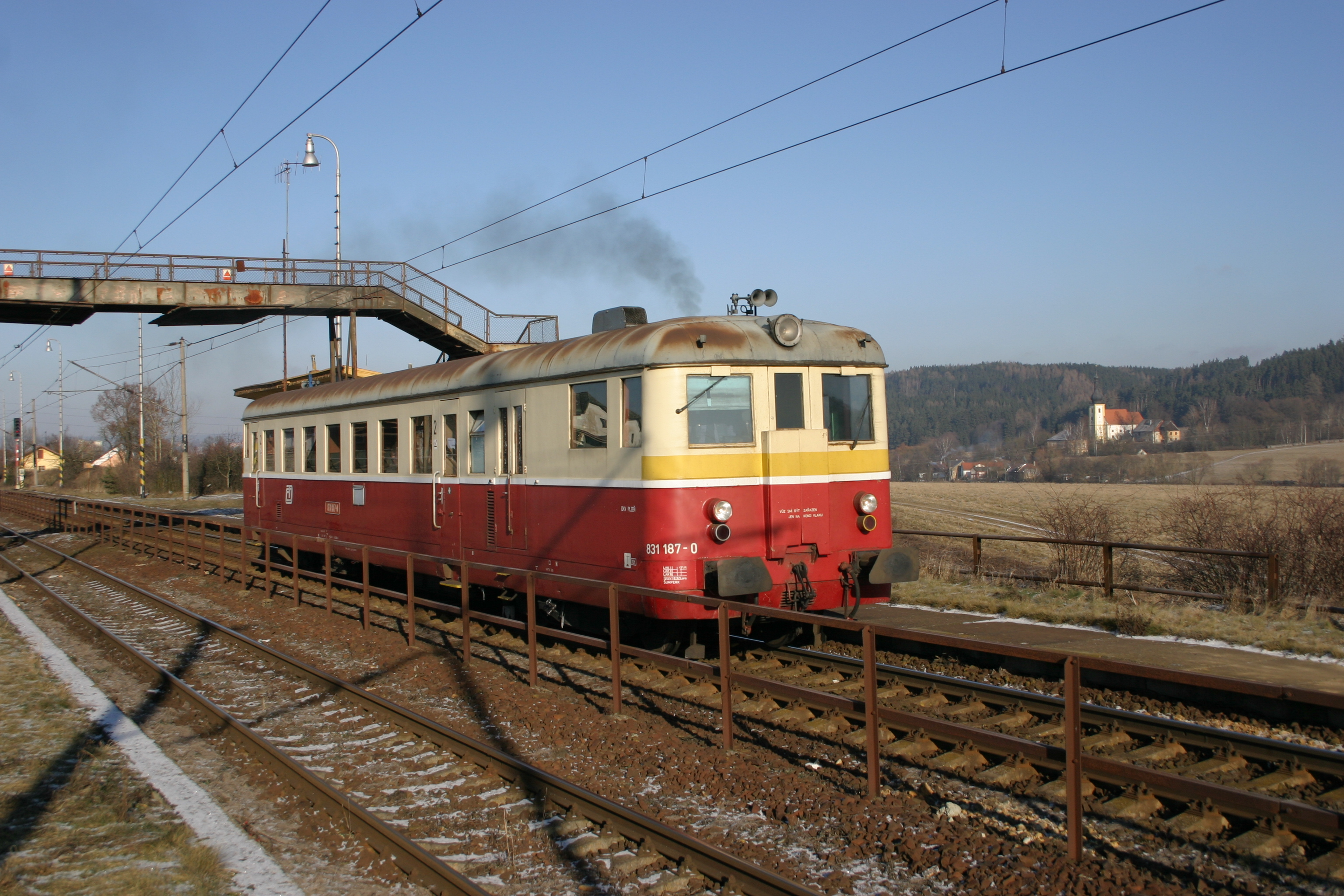
Remotorizovaný motorový vůz Českých drah 831.187

Před rokem 1990 se remotorizace v Československu prováděly spíše ve výjimečných případech. Jednou z výjimek byla remotorizace motorových vozů řady 830 (M 262.0) v letech 1981 až 1991, v rámci které byl původní motor nahrazen lodním motorem 6 S 150 PV 2A. Remotorizované vozy byly přeznačeny na řadu 831 (M 262.1).
Rozsáhlejší program remotorizací se v Česku rozběhl po roce 1995, kdy bylo zřejmé, že park vozidel Českých drah i soukromých firem potřebuje modernizovat, ale pořízení nových vozidel bylo většinou mimo ekonomické možnosti jednotlivých provozovatelů.
U Českých drah byly remotorizace zpravidla součástí rozsáhlejší modernizace, což se týká např. přestavby lokomotiv řady 735 na řadu 714 (náhrada motoru Pielstick dvěma motory Liaz), či motorových vozů 852/853 na řadu 854. 
U jiných provozovatelů šlo především o remotorizace lokomotiv určených pro posun, v tomto segmentu jsou nejčastěji remotorizovanými lokomotivami stroje řady 740, do kterých bývá instalován nový hnací agregát Caterpillar. S využitím nových motorů Caterpillar, případně starších motorů ČKD K 6 S 310 DR, byly také po roce 2000 modernizovány a remotorizovány stroje řady 750 a 753 pro soukromé dopravce v Itálii i Česku (OKD, Doprava a Unipetrol Doprava).